# 민기식
민기식(閔耭植, 1921년 5월 20일~1998년 10월 11일)은 대한민국의 군인, 정치인, 기업가였다. 본관은 여흥이며, 충청북도 청원군 북일면에서 출생하였다.
육군 제1군사령관·국가재건최고회의 최고위원·육군참모총장·민주공화당 국회의원·신민주공화당 최고위원·자유민주연합 고문 등을 지냈으며, 대한민국 태극무공훈장과 미국 은성훈장 등을 받았다. 묘소는 국립대전현충원 장군묘역 1-4에 있다.
아내 권혜영(權惠英) 여사와 사이에 1남 6녀(그 중 다섯째딸 민혜원, 막내딸 민희경, 막내아들 민정훈)가 있었다.

## 주요 경력
- 1949년 대한민국 육군보병학교 교장
- 1950년 육군 제7사단장
- 1950년 육군 경상북도 대구방위사령관
- 1950년 육군 경인지구 계엄사령관
- 1950년 육군 제5사단장
- 1952년 육군대학교 부총장
- 1953년 육군 제21사단장
- 1956년 육군본부 행정참모부장
- 1960년 육군 제2군단장 직무대리
- 1960년 연합참모본부 제3국장
- 1960년 육군 제5군단장 직무대리
- 1961년 육군 제5군단장
- 1962년 육군 제1군사령관
- 1963년 제16대 육군참모총장
- 1963년 국가재건최고회의 최고위원
- 1963년 육참총장 시절 대한민국 육군사관학교 내부에 육사 교내 군종법당 신설
- 1965년 육군참모총장으로 재직하다가 육군 대장 예편
- 1965년 충주비료 사장
- 1967년 민주공화당 국회의원(~1979년)
- 1988년 신민주공화당 최고위원(~1989년)
- 1995년 자유민주연합 고문(~1996년)

## 학력
- 1940년 충북 청주고등보통학교 졸업(1940년 3월)
- 1943년 만주국 신징 젠궈 대학교(滿洲國 新京 建國大學校)의 정치경제학과(政治經濟學科)를 입학(1943년 3월)
- 1945년 만주국 신징 젠궈 대학교(滿洲國 新京 建國大學校)의 정치경제학과(政治經濟學科)를 2학년 중퇴(1945년 3월 2일)
- 1946년 대한민국 군사영어학교 1기
- 1947년 대한민국 조선경비보병학교 졸업
- 1948년 대한민국 통위부 보병학교 졸업
- 1949년 미국 육군보병학교 졸업
- 1952년 대한민국 육군보병학교 졸업
- 1954년 미국 육군참모대학교 졸업
- 1956년 대한민국 국방대학교 행정학사 1기

### 명예 학사 학위
- 1986년 대한민국 육군사관학교 명예 문학사(1986년 3월)
- 1988년 중화인민공화국 창춘 대학교 정치경제학과 명예 학사(1988년 8월)

## 역대 선거 결과
|  | 71.56% |

|  | 52.95% |

|  | 38.96% |

|  | 29.32% |